# 凯莉·米洛
凯莉·安·米洛，OBE（英語：Kylie Ann Minogue，/mɪˈnoʊɡ/，1968年5月28日—），是一名澳洲女歌手、詞曲作家及演員。1987年憑在電視肥皂劇《家有芳鄰》中飾演「Charlene」成名，並在80年代後期開始涉足樂壇。据官方统计，米洛已经在全球售出超过8000萬张唱片。
在與音乐制作人比特·華特曼以及他的製作夥伴史塔克·艾特肯·瓦特爾曼（S.A.W）合作後，米洛在80年代末的樂壇取得初期的成功。然而在90年代初，米洛人氣的下滑导致了与S.A.W的分道扬镳，她开始转型为創作歌手，新专辑仍无法引起听众兴趣，创造了从艺以来最低的销售量。2000年代米洛重返流行乐坛，憑藉著《Spinning Around》、《Can't Get You Out of My Head》等多首膾炙人口的舞曲再度广为人知。2005年米洛被诊断罹患乳腺癌，2006年末康复后米洛重返乐坛并繼續歌唱事業。
米洛現今已成为成名时间最长的成功歌手之一。在事业初期受到一些评论家的误解后，米洛凭取得的成就获得了應有的认可。她亦是為數不多在全球樂壇取得高成就的澳大利亚歌手，在澳洲唱片業協會（ARIA）单曲榜中，米洛有10首冠军单曲，在欧洲、亚洲以及拉丁美洲亦取得了巨大成功。2008年5月獲得法國的藝術及文學勳章；同年7月，由于她对音乐事业的贡献而被授予大英帝國官佐級徽章。

## 職業生涯

### 1968—1986: 早期生活與職業生涯
凯莉·米洛出生在澳大利亚墨尔本市，父亲罗恩·米洛是一名会计师，母亲卡罗尔·琼斯则是一位威尔士舞蹈家。她在家中排行老大；她的妹妹丹尼·米洛也是一名流行歌手，至于她的弟弟布兰登则是一名报社摄影师。
米洛姐妹仍是兒童時即在澳洲电视节目中展開了表演生涯。12岁时，米洛开始在肥皂剧《空中道路》、《苏利文一家》，以及在1985年的《韩德森家的小孩》中擔任主角之一。由於對職業音樂人的熱誠，米洛為了每周播出的節目《少年天才》製作了一張試聽帶，在此時的丹尼已在該節目中成名並獲得了常駐表演者的身分。1985年，米洛於該节目中进行了首次在電視上的歌唱表演，但未獲得演出的機會。在1986年出演肥皂剧《家有芳邻》获得成功之前，米洛一直处在她妹妹的光环笼罩之下。
由於米洛在澳洲的高知名度，她成為首位在一年內獲得四座金洛吉獎的藝人，也是經由大眾票選，成為最年輕的金洛吉獎得主，該獎項為「年度澳洲最受歡迎的電視演員」。

### 1987—1992: 早期的成功
1987年時，米洛與《家有芳鄰》其他演員在斯菲茨足球俱樂部的慈善音樂會中擔任演出，表演中她與演員約翰沃特斯合唱"I Got You Babe"，並於Encore演出"The Loco-Motion"。很快地，該年她與Mushroom Records簽了一張唱片約。錄製的首支單曲"The Loco-Motion"於澳洲音樂排行榜上蟬聯七週第一名，而賣出的20萬張唱片數字成為了80年代中澳大利亞唱片市場上最高的單曲銷售數字；這張單曲也使米洛獲得了澳洲音樂公會獎中的年度最高銷售單曲獎。
單曲的巨大成功使米洛被Mushroom唱片公司CEO Gary Ashley帶攜到倫敦與制作人组合史塔克·艾特肯·瓦特爾曼（S.A.W.）合作。由於他們對米洛知之甚少，甚至忘了米洛已經來到倫敦，因而，當米洛在錄音室外等候的時候，他們寫好了新歌《I Should Be So Lucky》。該曲一經播出便在英國和澳大利亞佔據了冠軍的寶座，在其它國家也取得了巨大成功。
米洛的首張錄音室專輯《Kylie》在1988年發行，首周便在英國專輯榜排名亞軍，隨後升至冠軍並在榜單上待了一年多的時間，以200多萬張傲人銷售數字成為該年全英最暢銷專輯，更成為英國史上最暢銷專輯中的第58名。這張專輯在全世界合共賣出了500多萬張，尤其在歐洲、澳大利亞和亞洲的成績顯著。這張專輯也造就了6首成功的單曲。就連在美國也賣了50萬張，再版單曲《The Loco-Motion》在美國Billboard Hot 100單曲榜上排到了第3名，在加拿大單曲榜上更榮獲冠軍。1989年，專輯在美國的獨發單曲《It's No Secret》取得了Billboard Hot 100單曲榜第37名的成績。
1988年末米洛離開《家有芳鄰》劇組全心投入至音樂事業。Jason Donovan為此評論道：“當觀眾們看著米洛扮演的汽車維修工Charlene漸漸離開時，他們將要迎來的是一位全新的流行歌手。”
米洛與Jason Donovan合作的情歌單曲《Especially for You》於1988年末在英國取得了空前的成功，不僅取得單曲榜冠軍，更是米洛在英國首支銷量超過100萬張的單曲（第二支是2001年的《Can't Get You Out of My Head》）。儘管米洛的歌唱事業不斷上升，一些批評家經常批評米洛只是“會唱歌的鸚鵡”。《All Music Guide》雜誌的評論家Chris True在評論《米洛》專輯時就這樣評價凱莉的音樂：“只是八十年代末典型的泡泡糖音樂，但她的個人魅力使得這些索然無味的歌曲變得頗有味道”。她的第二張錄音室專輯《Enjoy Yourself》於1989年下半年發行，再次取得了成功，在英國賣過百萬張、全球銷量500萬張，並造就了《Hand on Your Heart》和《Tears on My Pillow》兩首冠軍單曲。然而，這張專輯在北美市場銷量慘淡，也導致了她被美國Geffen唱片公司解約。但米洛並沒有受此事影響，更在翌年1990年於歐洲、澳大利亞和亞洲舉行了她的第一次大型體育館巡迴演唱會--Enjoy Yourself Tour。
同年發行的第三張專輯《Rhythm of Love》，更多地在音樂方面展現了米洛的成熟形象，這與她之前塑造的“鄰家女孩”形象有很大出入，反映了她對唱片公司的叛逆及爭取更多成人歌迷的意向。在首支單曲《Better the Devil You Know》的MV裡，米洛就展現出成熟性感。這首歌是米洛職業生涯中里程碑式的作品，在英國單曲榜排名亞軍；在澳大利亞及歐洲各國十分成功；而專輯其餘三首單曲也打入單曲榜Top 10。《Rhythm of Love》這張專輯被認為是米洛早期歌唱生涯裡的轉捩點，使她成功拋開前兩張專輯的泡泡糖曲風，做出更成熟和時尚的音樂。專輯的單曲在歐洲和澳大利亞的夜店裡也是播放率極高的歌曲，人們也開始紛紛議論她是時尚的風向標。1991年，米洛乘著專輯的熱潮展開了第二次巡演Rhythm of Love Tour，並繼續跨越澳大利亞和亞洲演出。在回到英國演出時，米洛把巡演升級並改名為Let's Get to It Tour，以配合當時發行的第四張專輯。新巡演除了豐富的歌單，更找來名設計師John Galliano設計了多款風格大膽的服裝，被媒體認為充滿著麥當娜的影子。
第四張專輯《Let's Get to It》反應一般，未能進入英國專輯榜前十名，單曲亦只有兩首打入Top 5。米洛完成了合約的要求後便決定不續約。她經常公開表達對S.A.W的不滿，感覺自己被他們壓抑得要窒息了。“我一開始就像木偶般，被唱片公司蒙閉，不能看清左與右。”
1992年夏季，米洛發行精選集《Greatest Hits》以總結自己和S.A.W的合作生涯，並登上全英專輯榜冠軍寶座。

### 1993—1998: 與Deconstruction的合作關係、事業走下坡
米洛後來轉至Deconstruction唱片公司，並且在初期獲得了高調宣傳，1994年的第五張專輯《Minogue》雖然獲得了褒貶不一的評價，但仍在歐洲和澳大利亞賣的不錯，在英、澳均打入專輯榜前五名。單曲《Confide in Me》在澳大利亞單曲榜蟬聯5週冠軍，在英國單曲榜排名亞軍。後來的單曲《Put Yourself in My Place》和《Where Is the Feeling》在英國取得了前20名的成績。
1995年，米洛與澳大利亞藝人Nick Cave合作《Where the Wild Roses Grow》。Cave自從聽了米洛的《Better the Devil You Know》便開始憧憬能與她合作。他認為“這首歌裡有著流行歌曲裡最強烈、最痛苦的歌詞，當米洛唱的時候，她能使這些冷酷的歌詞變得引人注目”。這首歌的MV的拍攝靈感取於John Everett Millais名畫《Ophelia》，米洛在MV裏飾演一名浮屍於池塘的被謀殺女子。單曲在歐洲得到不俗回響，在多國拿到了單曲榜排行榜前10名，在澳大利亞亦排名亞軍，並一舉獲得澳大利亞ARIA Awards頒獎典禮的“年度單曲”和“最佳流行産物”兩獎。
1997年11月，米洛發行第六張專輯《Impossible Princess》，是次找來James Dean Bradfield和Sean Moore等音樂人合作，並一改以往的音樂形象，大膽嘗試獨立搖滾、迷幻音樂、民謠等不同音樂風格。米洛極力反對她要做獨立藝人的說法，但她承認企圖擺脱過往形象。可惜這張專輯卻創下了歌唱生涯最低銷量，在英國專輯榜排名第十，累積銷量賣不過五萬張；然而，在澳大利亞卻大賣，足足在排行榜頭五十名内停留了35週。而緊接舉辧的巡演《Intimate and Live tour》，也基於在澳大利亞賣座加上英國歌迷極力爭取，令米洛決定回到英國倫敦進行三場演出。
隨後，米洛通過一系列演出鞏固了她在澳大利亞的天后地位，例如1998年的Sydney Gay and Lesbian Mardi Gras演唱會，1999年20世紀福克斯公司在悉尼的工作室開業典禮開場演繹瑪麗蓮·夢露的經典歌曲《Diamonds Are a Girl's Best Friend》，以及在東帝汶的首都帝利為澳大利亞參加聯合國維和部隊士兵舉行的聖誕音樂會上獻歌等等。

### 1999—2004: 性感回歸、天后定位

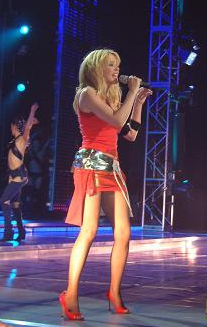
米洛現場表演歌曲Money Can't Buy (2003)

經過《Impossible Princess》帶來的失敗後，米洛與Deconstruction唱片公司在合約完結後便分道揚鑣，並於1999年4月簽約帕洛风唱片（Parlophone）公司。Parlophone決意要重新塑造米洛成為一名流行歌手，在樂壇捲土重來。
2000年6月，米洛憑單曲《Spinning Around》再次成為大眾焦點，歌曲甫播出便在世界各國廣泛熱播，並登上了英國和澳大利亞單曲榜的第一名，也是她在英國十年來的首支冠軍單曲；MV裏米洛的性感金色熱褲造型更成為她的「標記」。其後，米洛獲邀在2000年的悉尼奧運會閉幕式上表演ABBA名曲《Dancing Queen》和自身單曲《On a Night like This》，表演非常成功（據悉，當時全世界有超過220多個國家和地區的21億人觀看了閉幕式）。《On a Night like This》順利登上澳大利亞單曲榜的第一名和英國第二名。
藉著以上成績，米洛趁熱打鐵發行第七張專輯《Light Years》，風格以復古舞曲為主，包含了Disco和House曲風，創作靈感來源於70年代的Disco舞曲藝人，如Donna Summer和Village People之類的人物。而其中的部分歌曲由Guy Chambers和Robbie Williams來填詞，歌詞富有幽默感。《New Musical Express》認為這張專輯預示著米洛的舞曲細胞再度爆發，對於專輯的評價極高。專輯甫發行便在亞洲、澳大利亞和歐洲熱賣，單在英國的銷量便高達50萬張，在世界範圍也突破了200萬張。
2001年3月，米洛展開名為“On A Night like This Tour”的巡演。門票在英國和澳大利亞剛發售就被搶購一空，尤其在澳大利亞賣出了20多萬張門票，創造了該國女藝人演唱會門票銷量之最。原本只有6場演出的巡演因為觀眾的一再要求而增加到了22場。整個巡演的造型及舞台設計靈感來源於百老匯音樂劇，電影等；並運用了一些特色道具，比如遠洋班輪的甲板、紐約城取景裝飾、太空船艙等等。憑藉成功的巡演，她獲得了澳大利亞演唱會類頒獎典禮“Mo Award”的“年度表演者”大獎。
2001年10月發行的第八張專輯《Fever》是米洛事業的顛峰巨作，也是使她邁向天后地位最重要的一步。此張結合了復古迪斯科和歐陸元素的舞曲專輯，被評為前作《Light Years》的昇華版。AllMusic和BBC Music均異口同聲表示專輯「完全沒有一首弱曲」，PopMatters更認為《Fever》「是一張完美無瑕的舞曲專輯」。首支單曲《Can't Get You out of My Head》功不可沒，歌曲具有琅琅上口的曲调和歌詞再加上強勁節奏感，單曲熱賣500萬張，並幾乎橫掃了全球的排行榜冠軍寶座，更被Rolling Stone列為「千禧年代百首金曲」的第45位，且成為英國十年内播放率最高的歌曲；其他三首單曲《In Your Eyes》、《Love at First Sight》和《Come into My World》均取得世界性成功。
《Fever》這張專輯於2002年被引進北美發行，在Billboard 200專輯榜上排名季軍，《Can't Get You out of My Head》亦擠進了Billboard Hot 100單曲榜前十名，令米洛終於打入美國主流音樂市場。
同時，她也獲得了多個國際權威性音樂獎項肯定，囊括了翌年大部分的重要獎項，其中包括兩座全英音樂獎，以及一座葛萊美獎。
2002年4月，米洛展開了名為“KylieFever”的大型巡迴演唱會，這次巡演以突出電音元素為主，並配合了7款不同的造型。演唱會開場，米洛身著類似太空服出現，這身造型被米洛戲稱為“《大都會》裡的女王”，而這個造型靈感實則來自於Kubrick經典電影的《發條橙》（A Clockwork Orange）。
經過《Fever》帶來的榮譽後，米洛於2003年發行第九張專輯《Body Language》，風格卻與之前的舞曲截然不同，這次以R&B、Funk、Hip hop和合成器流行為主。儘管其商業上的成績並不如《Fever》般熱烈，《Body Language》的風格轉變卻好評如潮，Rolling Stone形容為：「她以誘人和甜膩的唱腔演繹，令她看似比十年前更火辣。」Allmusic更評價這是一張近乎完美、可能是米洛職業生涯中最佳的專輯，並大讚她的唱功漸趨成熟，彌補了其本身嗓子的不足。首支單曲〈Slow〉毫不意外地佔據全英和澳大利亞單曲榜冠軍；在美國亦在Billboard舞曲榜取得第一名，甚至再為她帶來葛萊美獎年度最佳舞曲的提名。米洛在多年後受訪時表示〈Slow〉是她職業生涯中最喜愛的作品。
2004年發行了精選專輯《Ultimate Kylie》，為她所屬的Parlophone唱片發行的正式精選輯，收錄她早期8、90年代和翻紅後的大熱作品，以及兩首新歌〈I Believe in You〉和〈Giving You Up〉。再次引起了搶購熱潮，在英國的銷量便突破100萬張；〈I Believe in You〉亦攀上英國單曲榜亞軍。

### 2005—2006: 因乳腺癌的淡出
借着精選專輯的成功，米洛於2005年初展開了名為「Showgirl: The Greatest Hits Tour」巡迴演唱會。顧名思意，這次巡演是以燴灸人口的老歌為中心，猶如一場回顧米洛事業生涯的里程碑。可惜在完成歐洲地區的演出後，米洛不幸被診斷出罹患乳腺癌，而被迫中止巡演並在如日中天的歌唱事業中暫時引退以作治療。

### 2007—2009: 病癒復出、世界巡演

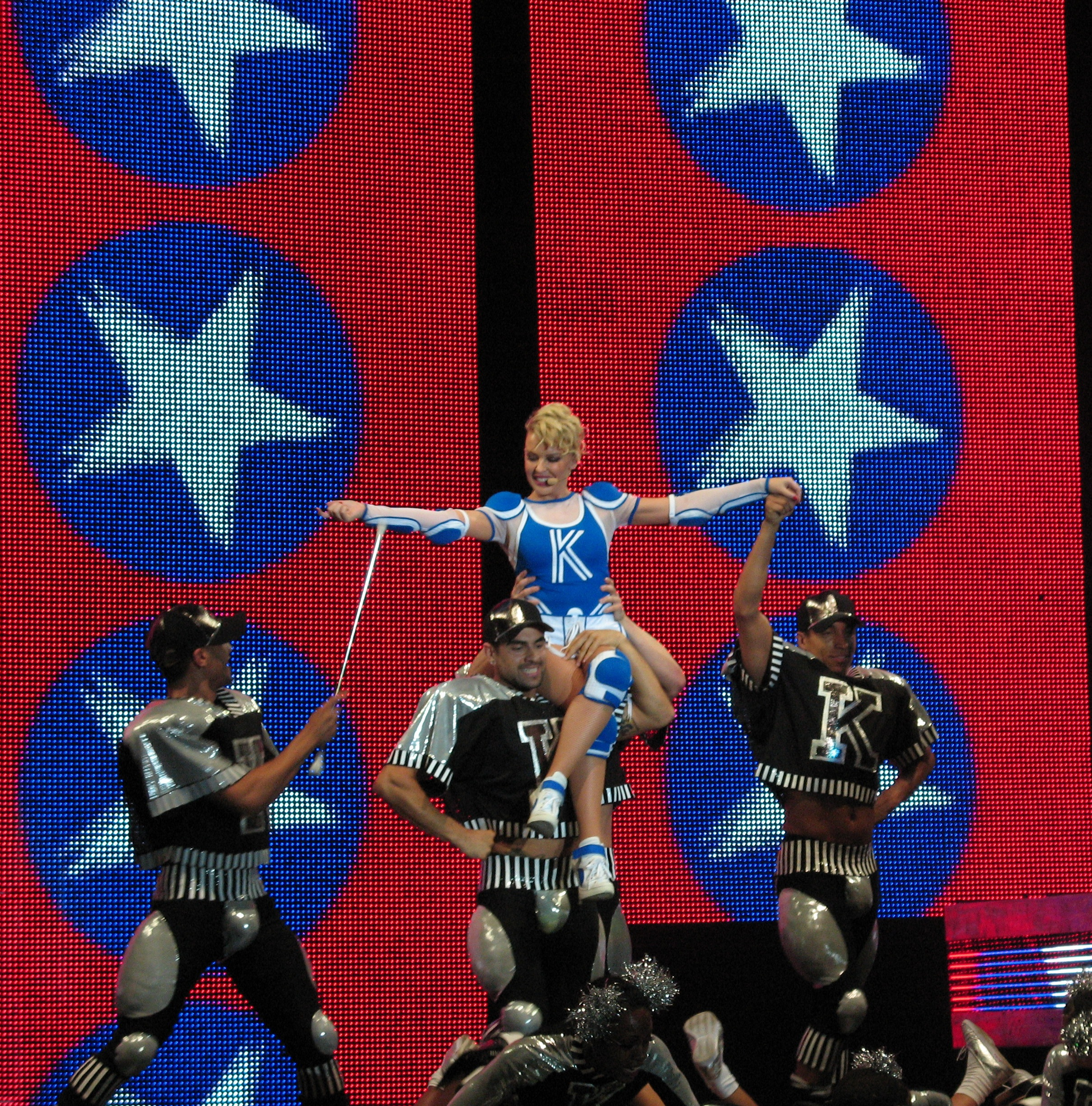
米洛在保加利亞的現場演出，KylieX2008巡演期間 (2008)

2006年年底，經過一年半的休養和治療的米洛成功戰勝癌魔，並宣佈先前中止的「Showgirl: The Greatest Hits Tour」改名為「Showgirl: The Homecoming Tour」继续巡演。考虑到她身体状况而修改的舞步与表演桥段获得了媒体的好評。
2007年年底，米洛带着樂迷引頸以待的第十張專輯《X》正式回归樂壇。这张以調皮电音舞曲为主的专辑延续了性感的风格，也是米洛向世人宣告浴火重生走出阴霾的呐喊。專輯獲得滾石雜誌三星半高度評價，一曲〈In My Arms〉更被認為是米洛後期代表作之一。儘管樂迷對米洛團隊在選取單曲及混亂的打單策略頗有微言，但仍無阻《X》在全球熱賣過百萬張。
2008年5月，「KylieX2008」巡演正式啟動，这场横跨五大洲共计80场的盛大巡演一度被舆论界认为是她最精彩的一次巡演。
2009年9月，米洛開啟了「For You, For Me Tour」巡演，這是她在北美的首次巡演。

### 2010—2013: 專輯《愛神》再度掀起熱潮

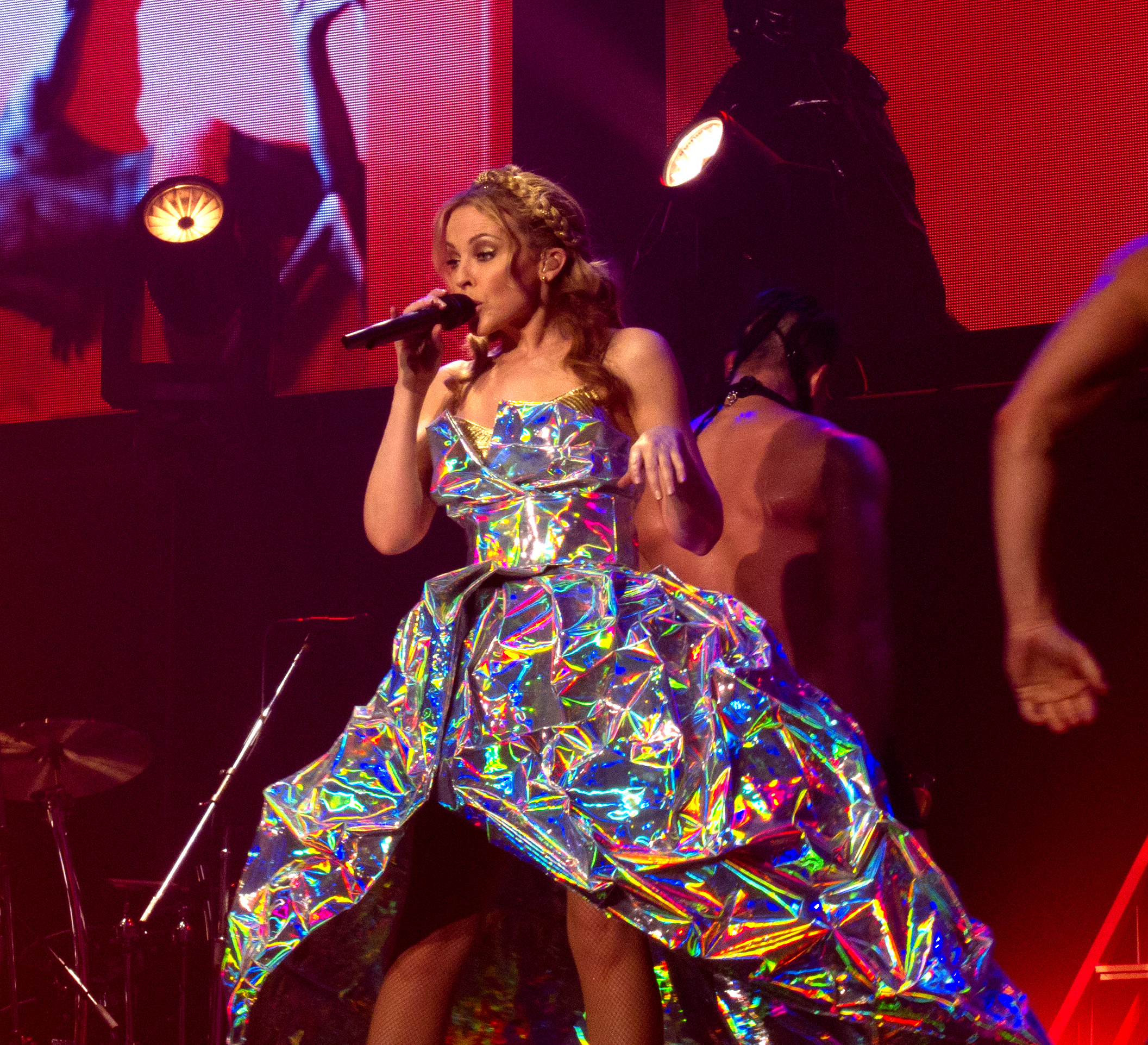
"愛神世界巡迴演唱會"米洛於日本的表演中 (2011)

Popjustice：「流行、性感的凱莉，回來了！再說一次，她真的回來了！」充滿濃濃舞動節奏與生命律動的《愛神 Aphrodite》，是米洛在EMI/Parlophone的第五張錄音室專輯，也是她個人的第11張專輯。米洛化身成希臘神話中的女神阿芙蘿黛蒂（Aphrodite），為全天下的戀人們，不分種族、膚色與性別，勇敢唱出幸福真諦。
已被傳媒譽為“2010年夏排行國歌”的首發單曲〈All The Lovers〉，在繁星點點的電子節拍中，音樂錄影帶更唯美拍出，米洛如何從愛情裡的小小感觸、進而擴散幸福到全天下戀人們；在黑白琴鍵與完美和聲中，〈Get Outta My Way〉帶出不斷竄升的動感旋律；在嘶嘶作響的特效聲中，〈Put Your Hands Up (If You Feel Love)〉把愛情化成聲波、包圍著你我；有著華麗弦樂裝飾著搖滾曲風的〈Closer〉，宛如Daft Punk與《Impossible Princess》時期的米洛相加；與Tim Rock Oxley共同創作的慢版情歌〈Everything Is Beautiful〉，讓整張專輯行進至此，拉近聽眾與米洛的距離，完美劃下專輯上半場的短暫休止符。
製作人Stuart Price表示：「《Aphrodite》是凱莉有史以來最具流行色彩與舞動節奏的音樂作品！不管是你心裡想的、還是眼裡看到的，這張專輯都將滿足你對凱莉的所有期待。」

### 2014-2016: 《再吻一次》和《凱莉的聖誕》
不僅在流行樂壇發光發熱，米洛也延伸成為音樂製作人、電影製片人、時裝設計師、企業家和慈善家等身份，但她仍保持著對音樂的熱誠與動力。在暌違四年的第12張專輯《再吻一次 Kiss Me Once》裡，米洛邀來澳洲創作才女希雅（Sia）一同擔綱專輯製作人，從女性特有的觀點出發，串出一首首自信繽紛的活力創作。專輯率先獲得全英衛報盛讚：「《Kiss Me Once》融合凱莉近期專輯風格，宛如《Aphrodite (2010)》的流行多元，遇上《X (2008)》時期的電子前衛。」「熟悉的舞曲節奏，加上時興的創作拍檔，所激盪出的凱莉新輯，呈現性感又不失優雅的風格課題。」
首支單曲「Into The Blue」，為新專輯抹出當今女性應有的自信紅唇和勇敢色彩；以電吉他開場的「Million Miles」，將《Impossible Princess》時期的創新和《Light Year》專輯的性感，擦疊出讓人無法抗拒的舞曲；首次和菲瑞·威廉斯（Pharell Williams）合作的「I Was Gonna Cancel」，放克電子點點環繞，對照著要懂得和自己對話的歌詞，是米洛個人認為新專輯中最有趣的作品；「Sexy Love」在大膽示愛行徑外，復古迪斯可襯著米洛最讓人開心的俏皮面；來自製作人Sia量身創作的「Sexercise」，有著英國時下最流行的Dubstep元素；「Feels So Good」豐富多元的編曲，卻更加襯托出米洛招牌的呢喃唱腔；「Les Sex」在迷離電氣中疊著不同層次的米洛歌聲，被樂評推選為專輯中的最佳作品、極具強勢單曲之相；和拉丁情歌王子安立奎·伊格萊西亞斯（Enrique Iglesias）對唱的慢版情歌「Beautiful」，為天下戀人加溫；結尾曲「Fine」延續開場曲「Into The Blue」的自信繽紛，鼓舞著“一切都會沒事，光明白天終將到來”的正面能量。
2015年3月，米洛離開Parlophone唱片和搖滾國度。同年，米洛與凱莉·珍娜發生商標糾紛，當時珍娜試圖為品牌"Kylie"申請商標，但米洛自上世紀90年代開始就使用這個品牌了，最終這場官司在2017年以對米洛有利的方式解決。2015年11月，米洛發行了第一張聖誕專輯《凱莉的聖誕 Kylie Christmas》。
從「流行公主」、「舞曲天后」到「性感女神」，米洛在音樂的路上不斷創造各種新紀錄，自1988年首張同名專輯《Kylie》拿下全英專輯排行冠軍開始，不僅以該張專輯寫下英國樂壇歷史紀錄，成為首位以單一專輯突破200萬張銷售的女歌手（現今已突破7白金銷售），她也是首位連續13張發行皆成功挺進全英排行Top 10的藝人。至此，米洛已締造連續46首全英排行熱門歌曲、囊括全球90座大獎，並累積近7000萬張的唱片銷售量。

### 2017–2021: 《熱似金》、《輝煌歲月：終極新歌加精選》和《迪斯可迷情》
2017年2月，米洛與BMG 音樂版權管理公司簽署了協議，以 Liberator Music 旗下子品牌在澳洲和紐西蘭發行她的下一張專輯《Golden》。整個2017年，米洛都在製作她的第十四張錄音室專輯，它在倫敦、洛杉磯和納許維爾錄製，尤其後者對新專輯產生了深遠的影響。專輯《熱似金 Golden》於2018年4月發行，主打單曲《Dancing》在澳洲和英國首次亮相就排名第一。AllMusic的 Tim Sendra 稱這張專輯對於米洛這樣一位長壽的歌手來說是“大膽的”，他說：“這張專輯和她的驚人之處在於，她在鄉村音樂中掀起了新浪潮、迪斯科、電子樂、民謠，以及她在漫長的職業生涯中所做的一切。”
2019年6月，米洛發行了精選輯《輝煌歲月：終極新歌加精選 Step Back in Time: The Definitive Collection》，主打單曲是《New York City》。AllMusic的 Tim Sendra 稱其為“對於任何想要回顧她米洛輝煌職業生涯的人來說，它是真正權威且必不可少的。”該精選輯在澳洲和英國排名第一。
2020年，在COVID-19大流行期間，她的第十五張錄音室專輯《Disco》的製作工作仍在繼續。在封鎖期間，她使用家庭錄音室進行錄音，也錄製了自己的聲音並進行了音訊設計。單曲《Say Something》和《Magic》分別於7月和9月發行。同年11月，《迪斯可迷情 Disco》發行，在澳洲和英國排名第一。米落成為英國排行榜從20世紀80年代至2020年代唯一一位連續5個十年都有專輯排名第一的女歌手。為了這張專輯，米洛舉辦了一場名為「Infinite Disco」的直播演唱會。

### 2022–至今: 返回澳洲定居、《Tension》和《Tension II》
自20世紀90年代以來一直居住在倫敦的米洛，於2022年2月搬回墨爾本，理由是希望離澳洲的家人更近。同年，她開始製作她的第十六張錄音室專輯。米洛的新專輯《Tension》於2023年9月發行，廣受好評。收錄英國唱片製作人Lostboy、荷蘭DJ Oliver Heldens、英國創作歌手Kamille以及先前合作者Richard Stannard、Duck Blackwell和Jon Green的作品。英國滾石雜誌的 Hannah Mylrea 稱其為“非常有趣、飛揚的流行音樂，充滿了熱情，為舞池帶來了巨大的情感，就像它的創造者米洛一樣。”這張專輯首次亮相就在澳洲和英國排名第一。主打單曲《Padam Padam》進入英國前十名。11月，米洛開始在內華達州拉斯維加斯威尼斯人酒店舉辦《More Than Just a Residency》駐唱。
2024年10月18日，米洛發行她的第十七張錄音室專輯《Tension II》，並宣布開啟自疫情以來睽違5年的「Tension Tour」全球巡演。

## 私人生活
2008年-2013年，與西班牙男模安德斯·維倫科索交往。
米洛後來與英國演員約書亞·薩塞交往，曾一度傳出訂婚消息，這段關係於2017年結束。
2018年-2023年，與英國GQ創意總監Paul Solomons交往。

## 音樂作品

### 專輯
- Kylie 首張同名專輯 (1988)
- Enjoy Yourself 享受人生 (1989)
- Rhythm of Love 愛情律動 (1990)
- Let's Get to It 向前邁進 (1991)
- Kylie Minogue 同名專輯 (1994)
- Impossible Princess 神奇公主 (1997)
- Light Years 光年 (2000)
- Fever 超热 (2001)
- Body Language 身體會說話 (2003)
- X (2007)
- Aphrodite 愛神 (2010)
- Kiss Me Once 再吻一次 (2014)
- Kylie Christmas 凱莉的聖誕 (2015)
- Golden 熱似金 (2018)
- Disco 迪斯可迷情 (2020)
- Tension 愛情拉警報 (2023)
- Tension II 警報II (2024)

### 精選輯
- Greatest Hits 名曲精選輯 (1992)
- Hits + 精選 (2000)
- Confide in Me 精選作品集 (2001)
- Greatest Hits 87–92 最熱凱莉全精選 (2002)
- Greatest Hits: 87–99 1987~1999精選 (2003)
- Artist Collection 星光樂廊極品精選 (2004)
- Ultimate Kylie 忘不了 新歌+精選 (2004)
- The Best of Kylie Minogue 25週年排行精選 (2012)
- Step Back in Time: The Definitive Collection 輝煌歲月：終極新歌加精選 (2019)

## 电视节目
- 《家有芳鄰》
- 《The Henderson Kids（英语：The Henderson Kids）》
- 《超時空博士》

## 外部連結
- 官方网站
- 凯莉·米洛在互联网电影资料库（IMDb）上的資料（英文）